# Orhan Evci
Orhan Evci (* 9. März 1991 in Yenimahalle, Ankara) ist ein türkischer Fußballspieler, der bei MKE Ankaragücü unter Vertrag steht.

## Karriere

### Vereinskarriere
Orhan Evci begann mit dem Vereinsfußball in der Jugend İncirlispor und wechselte 2006 in die Jugend von Ankaraspor. Im Sommer 2009 erhielt er einen Profi-Vertrag spielte aber weiterhin überwiegend für die Reservemannschaft. Lediglich bei einem Pokalspiel kam er zum Einsatz.
2010/11 wechselte er innerhalb der Liga zu MKE Ankaragücü. Auch hier spielte er überwiegend für die Reserve und wurde nur bei Verletzungen etc. in den Profi-Kader involviert. Nachdem Ankaragücü in den ersten Wochen der Saison 2011/12 in finanzielle Engpässe geriet und über lange Zeit die Spielergehälter nicht zahlen konnte, trennten sich viele Spieler von dem Verein. Evci wurde daraufhin vorzeitig zurückgeholt und kam in der Rückrunde begünstigt durch den Spielermangel nahezu immer als Stammspieler zum Einsatz. Auch nach dem Abstieg aus der Süper Lig (2011/12) und TFF 1. Lig (2012/13) blieb er dem Verein treu und wurde bei den Ligabegegnungen auch häufig eingesetzt.
Zur Winterpause 2013/14 wurde der Leihtransfer zusammen mit seinem Mannschaftskollegen Ömer Emir nach Denizlispor bekanntgegeben. Jedoch kam dieser Wechsel nicht zu Stande.